# Staunton (Illinois)
Staunton és una població dels Estats Units a l'estat d'Illinois. Segons el cens del 2000 tenia 5.030 habitants.

## Demografia
Segons el cens del 2000, Staunton tenia 5.030 habitants, 2.020 habitatges, i 1.383 famílies. La densitat de població era de 851,8 habitants/km².
Dels 2.020 habitatges en un 32,1% hi vivien nens de menys de 18 anys, en un 53,6% hi vivien parelles casades, en un 11,2% dones solteres, i en un 31,5% no eren unitats familiars. En el 28,7% dels habitatges hi vivien persones soles el 15,5% de les quals corresponia a persones de 65 anys o més que vivien soles. El nombre mitjà de persones vivint en cada habitatge era de 2,45 i el nombre mitjà de persones que vivien en cada família era de 3.
Per edats la població es repartia de la següent manera: un 25,6% tenia menys de 18 anys, un 8,1% entre 18 i 24, un 27,4% entre 25 i 44, un 20,5% de 45 a 60 i un 18,5% 65 anys o més.
L'edat mediana era de 38 anys. Per cada 100 dones de 18 o més anys hi havia 84,8 homes.
La renda mediana per habitatge era de 35.893 $ i la renda mediana per família de 44.630 $. Els homes tenien una renda mediana de 35.000 $ mentre que les dones 21.121 $. La renda per capita de la població era de 16.905 $. Aproximadament el 4% de les famílies i el 6,6% de la població estaven per davall del llindar de pobresa.

## Poblacions més properes
El següent diagrama mostra les poblacions més properes.